# Hr.Ms. Eilerts de Haan (1921)
Hr. Ms. Ellerts de Haan was een opnemingsvaartuig van de Nederlandse marine, gebouwd door de Rotterdamse scheepswerf Fijenoord. Tijdens de Duitse aanval op Nederland in 1940 lag het schip ter conservatie in de haven van Den Helder, waardoor het in Duitse handen viel. De Duitse strijdkrachten bouwden de Ellerts de Haan om tot opleidingsschip en hernoemden het tot Randzel. Het schip is in Duitse dienst verloren gegaan in de Oostzee in het voorjaar van 1945, doordat het vastliep ten zuiden van het Duitse eiland Fehmarn.
Het schip was genoemd naar Johan Eilerts de Haan, een Nederlandse marineofficier en ontdekkingsreiziger die in 1910 tijdens een tocht in Suriname overleed.